# Osvaldo Castro
Osvaldo Castro Pelayo (Copiapó, 17 ottobre 1948) è un ex calciatore cileno, di ruolo attaccante.
Figura al sesto posto della classifica dei realizzatori della Primera División de México e all'ottavo dell'analoga graduatoria della Primera División de Chile. Con le sue 351 marcature nelle 592 partite di prima divisione da lui disputate, occupa il ventitreesimo posto tra i realizzatori più prolifici di tutti i tempi nelle massime serie calcistiche.

## Caratteristiche tecniche
Utilizzato nel ruolo di centravanti, era in possesso di un tiro molto potente, che effettuava solitamente con il piede sinistro. Era inoltre dotato di un affinato istinto del gol, che gli permise di diventare uno dei migliori realizzatori sia in Cile che in Messico.

## Carriera

### Club
Giunto a La Calera a diciotto anni, nel 1966 entrò a far stabilmente parte dell'undici di partenza dell'Unión. Le prestazioni nelle tre annate con il club biancorosso — settantuno gol in novantacinque partite, con una media realizzativa di 0,75 — gli fecero guadagnare nel 1969 il trasferimento al Deportes Concepción. Nella stagione 1970, le sue trentasei marcature gli permisero di diventare il secondo miglior realizzatore del calcio cileno in una singola stagione: solo Luis Hernán Álvarez era riuscito a fare di più, con le trentasette reti del 1963. Nel 1971 il giocatore fu acquistato dall'América di Città del Messico, compagine mesoamericana che aveva in Carlos Reinoso (connazionale di Castro) e in Enrique Borja i principali elementi; in particolare quest'ultimo veniva da due stagioni consecutive da leader della classifica marcatori del campionato. Alla sua seconda stagione in Messico, Castro realizzò ventisei gol, portando così per il quarto anno di fila un calciatore dell'América in cima alla graduatoria dei cannonieri. Nella stagione 1975-1976 si trasferì al Jalisco, ove mantenne una media gol elevata (0,70) e superò quota 250 gol in carriera. Trasferitosi al Deportivo Neza prima e all'Atlético Potosino poi, raggiunse i 300 gol; si ritirò poi nel 1984 con il Pumas UNAM.

### Nazionale
Convocato per la prima volta nel 1966, partecipò a Uruguay 1967, incluso nella lista dei convocati da Alejandro Scopelli. Prese poi parte al campionato del mondo 1974; durante la manifestazione, però, il CT Alamos lo tenne costantemente fuori, e Castro non debuttò mai al Mondiale. Nonostante avesse presenziato in diversi incontri di qualificazione al campionato del mondo 1978, il Cile non si qualificò e Castro non fu più convocato in Nazionale.

## Palmarès

### Club

#### Competizioni nazionali
- Coppa del Messico: 1

América: 1973-1974

### Individuale
- Capocannoniere della Primera División de México: 1

1973-1974 (26 gol)
- Capocannoniere della Primera División de Chile: 1

1970 (36 gol)